# Mosport Park

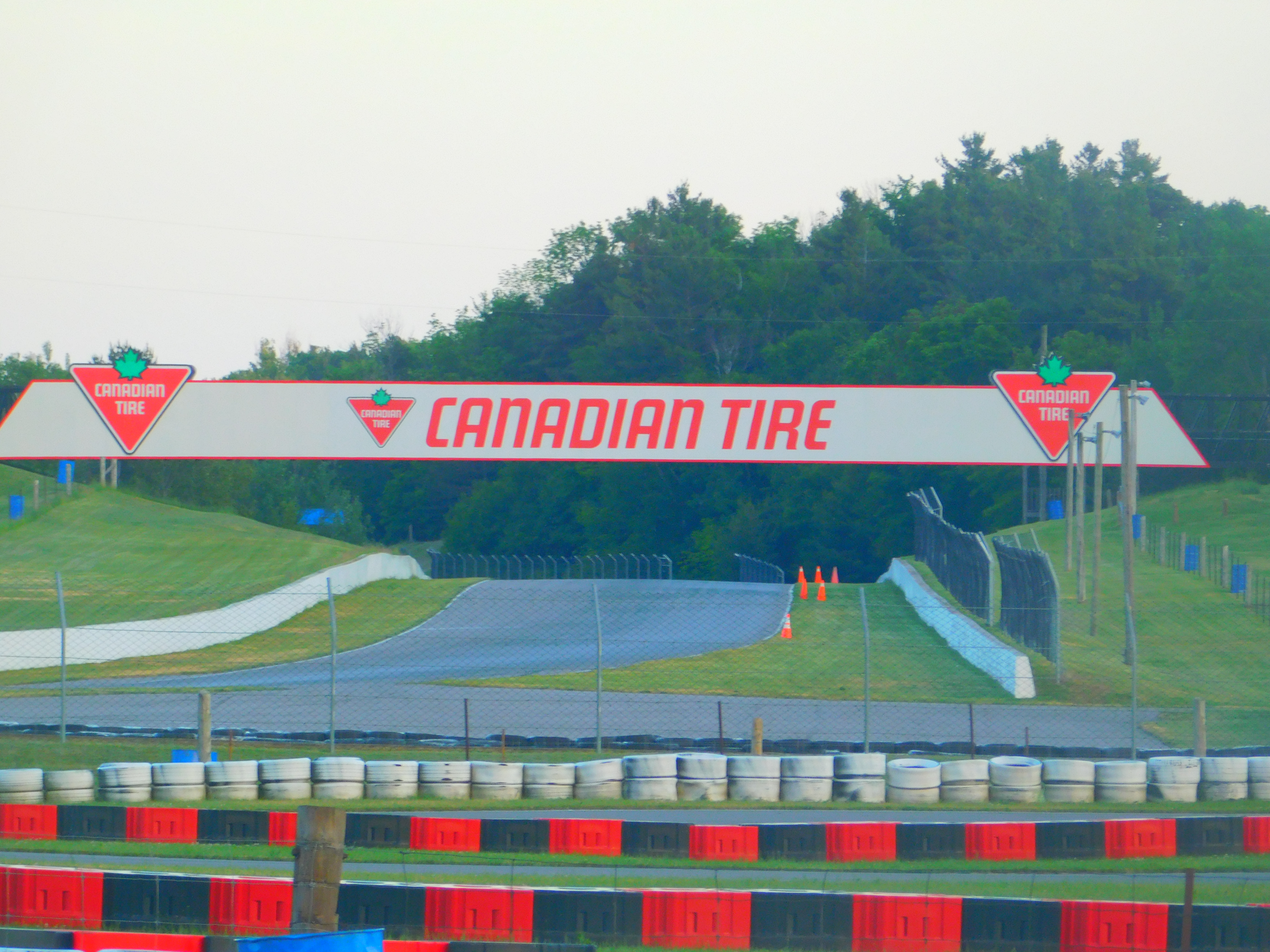
Veduta del circuito

Il Mosport International Raceway, meglio noto come Mosport Park, è un circuito situato a Bowmanville, nella provincia canadese dell'Ontario. Ha ospitato otto edizioni del Gran Premio del Canada di Formula 1 (nel 1967, nel 1969, dal 1971 al 1974 e dal 1976 al 1977), il Gran Premio del Canada del Motomondiale nel 1967 e tre del Gran Premio di superbike di Mosport (dal 1989 al 1991).

## Storia
L'idea di realizzare un autodromo nell'Ontario si deve al British Empire Motor Club (BEMC), che nel 1958 individuò un'area collinosa nord di Bowmanville dove realizzarlo e creò una società apposita, la "Mosport Limited", per raggiungere lo scopo
. Il progetto fu affidato a Alan Bunting, che disegnò un tracciato molto veloce con forti dislivelli e curve molto impegnative per i piloti, che prevedeva un tornantino (denominato "Turn 5") all'estremità opposta della pista rispetto al traguardo: il progettista accolse però il suggerimento del pilota inglese Stirling Moss, che durante una visita al cantiere propose di trasformare quella curva in una doppia curva ravvicinata, in modo da aggiungere più difficoltà e interesse per i piloti, ma i lavori di realizzazione del circuito andarono a rilento, anche a causa del forte maltempo e della carenza di forza lavoro, portando a un raddoppio dei costi di realizzazione.
L'autodromo, il cui tracciato è composto da 10 curve e ha una lunghezza di poco inferiore ai 4 km, è stato completato nel maggio 1961 ed inaugurato con una gara internazionale di vetture sport il 25 giugno 1961, organizzata dall'Oakville Trafalgar Light Car Club; l'ordine d'arrivo della gara vide ai primi tre posti Stirling Moss (su una Lotus 19), Jo Bonnier e Olivier Gendebien, tutti piloti che corsero anche in Formula 1. Oltre alla Formula 1 e al Motomondiale, il circuito ha ospitato anche altre competizioni iridate, come il mondiale endurance e il campionato mondiale di Superbike; nel 1991 la gara di quest'ultima serie vide ai nastri di partenza solo 19 piloti di nazionalità canadese e statunitense, tutti iscritti come wild card, in quanto tutti i piloti partecipanti al campionato protestarono contro il tracciato ritenuto troppo pericoloso; tale accadimento spinse gli organizzatori ad eliminare la trasferta in Canada dal calendario nel campionato 1992. Dal 1998 la proprietà fa capo al gruppo Panoz e tra le gare ospitate in tempi recenti vi sono una tappa dell'American Le Mans Series e una della serie NASCAR canadese. Nel 2001 la pista fu completamente riasfaltata per adeguarsi agli standard della FIA e il nastro d'asfalto fu portato a una larghezza di 12,8 metri. Per non snaturare il tracciato furono coinvolti alcuni piloti nel progetto e per riuscire nell'intento le modifiche furono applicate in modo da non intaccare la vecchia "traiettoria ideale", che è rimasta pressoché inalterata.

## Tracciati secondari
Oltre al tracciato principale, conosciuto come Grand Prix circuit, l'autodromo è dotato di un circuito secondario separato, il Driver Development Area. Dal 1989 al 2013 è stato attivo anche un piccolo circuito ovale, il Mosport Speedway.

### Driver Development Centre
Nell'estate del 2000 fu aperto il Driver Development Centre un tracciato lungo 1,7 km e con 12 curve, destinato ai corsi di guida della Bridgestone Racing Academy, i cui programmi didattici richiedevano una pista che avesse meno curve cieche e meno muretti a ridosso del nastro d'asfalto
In seguito alla crescente richiesta di impiego agonistico del circuito Grand Prix, nell'autunno del 2013 il piccolo tracciato addestrativo fu allungato e ricostruito per poter accogliere anch'esso le competizioni: ora ha due configurazioni, una da 2,2 km e una da 2,9 km, una vera pit lane, uno skid pad e un centro polifunzionale con aule e altre attrezzature
.

### Mosport Speedway
Il Mosport Speedway era un tracciato ovale situato nella zona nordovest dell'area dove sorge l'autodromo. Esso aveva due rettilinei di circa 250 metri, curve sopraelevate di 6° e due tribune con una capienza totale di 8500 posti a sedere. Nato come pista per gare su sterrato col nome di Mosport's Ascot North (nome ispirato dal circuito di Ascot Park di Gardena, in California), ospitò la prima competizione nel luglio del 1989 con un evento riservato alle Midget e Sprint Cars, ma le gare furono annullate dopo che nelle prime batterie disputate il fondo si era rovinato irrimediabilemte.
Quella stessa estate il tracciato fu asfaltato e ridenominato Mosport International Speedway e per 24 anni ha ospitato regolarmente gare per stock car tutti i sabato sera da maggio a settembre, oltre a ospitare gare locali e nazionali per molte altre categorie. Nel luglio 2013 fu annunciata la chiusura dello speedway per dar spazio all'ampliamento del Driver Development Centre..

## Primati del circuito Grand prix
| Classe                                           |           | Pilota             | Vettura                | Data           | Vel. km/h    | Vel.mph     | Tempo    |
| ------------------------------------------------ | --------- | ------------------ | ---------------------- | -------------- | ------------ | ----------- | -------- |
| American Le Mans Series - LMP - Primato assoluto | Qualifica | Rinaldo Capello    | Audi R10 TDI           | 23 agosto 2008 | 222,254 km/h | 138,116 mph | 1:04.094 |
| United SportsCar - Sport prototipo               | Qualifica | Gustavo Yacamán    | Morgan LMP2 Nissan     | 22 luglio 2014 | 205,974 km/h | 127,986 mph | 1:09.167 |
| Campionato del mondo sportprototipi - Gruppo C   | Qualifica | Hans-Joachim Stuck | Porsche 962 C          | 10 agosto 1985 | 204,159 km/h | 126,871 mph | 1:09.775 |
| Formula 1                                        | Qualifica | Mario Andretti     | Lotus 78-Ford          | 8 ottobre 1977 | 199,554 km/h | 124,009 mph | 1:11.385 |
| IndyCar                                          | Qualifica | Danny Ongais       | Parnelli VPJ6-Cosworth | 10 giugno 1978 | 196,296 km/h | 121,984 mph | 1:12.570 |
| Formula 5000                                     | Qualifica | Mario Andretti     | Lola T332-Chevrolet    | 14 giugno 1975 | 194,322 km/h | 120,758 mph | 1:13.307 |
| Can-Am (1966-1974)                               | Qualifica | Mark Donohue       | Porsche 917-30         | 9 giugno 1973  | 192,243 km/h | 119,465 mph | 1:14.100 |
| United Sports Car - GTLM                         | Qualifica | Kuno Wittmer       | SRT Viper              | 22 luglio 2014 | 189,434 km/h | 117,709 mph | 1:15.206 |
| World Challenge - GT                             | Qualifica | Johnny O'Connell   | Cadillac ATS-VR GT3    | 15 maggio 2015 | 189,207 km/h | 117,568 mph | 1:15.296 |
| Trans-Am                                         | Qualifica | Simon Gregg        | Chevrolet Corvette     | 18 maggio 2013 | 188,394 km/h | 117,073 mph | 1:15.614 |
| NASCAR Truck Series                              | Qualifica | Alex Tagliani      | Ford                   | 30 agosto 2014 | 176,849 km/h | 109,889 mph | 1:20.558 |
| Canadian Superbike                               | Qualifica | Brett McCormick    | BMW S1000RR            | 19 agosto 2011 | 176,123 km/h | 109,438 mph | 1:20.882 |
| NASCAR Canadian Tire Series                      | Qualifica | Andrew Ranger      | Dodge Challenger       | 18 maggio 2014 | 171,736 km/h | 106,712 mph | 1:22.956 |